# Kelták Szlovákia területén
A Szlovák Nemzeti Múzeum Történeti Múzeuma 2016 decembere és 2019 tavasza között rendezett nagyszabású időszaki kiállítást Kelták Szlovákia területén (szlovák nyelven Kelti pohl'adom antropológie, angolul Celts from Bratislava vagy Celts in Slovak territory) címmel a pozsonyi vár alagsorában főleg a Pozsonyban és környékén, többek között Dévény várában újabban talált régészeti leletek alapján.

## A kiállítás tematikája

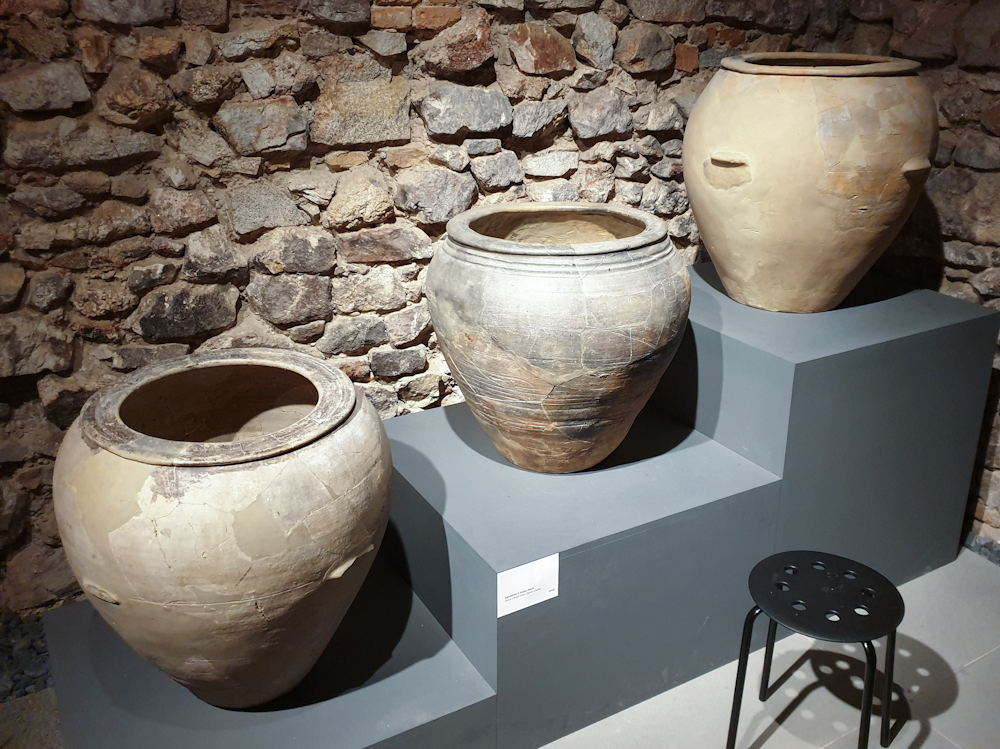
Edények a dévényi várból

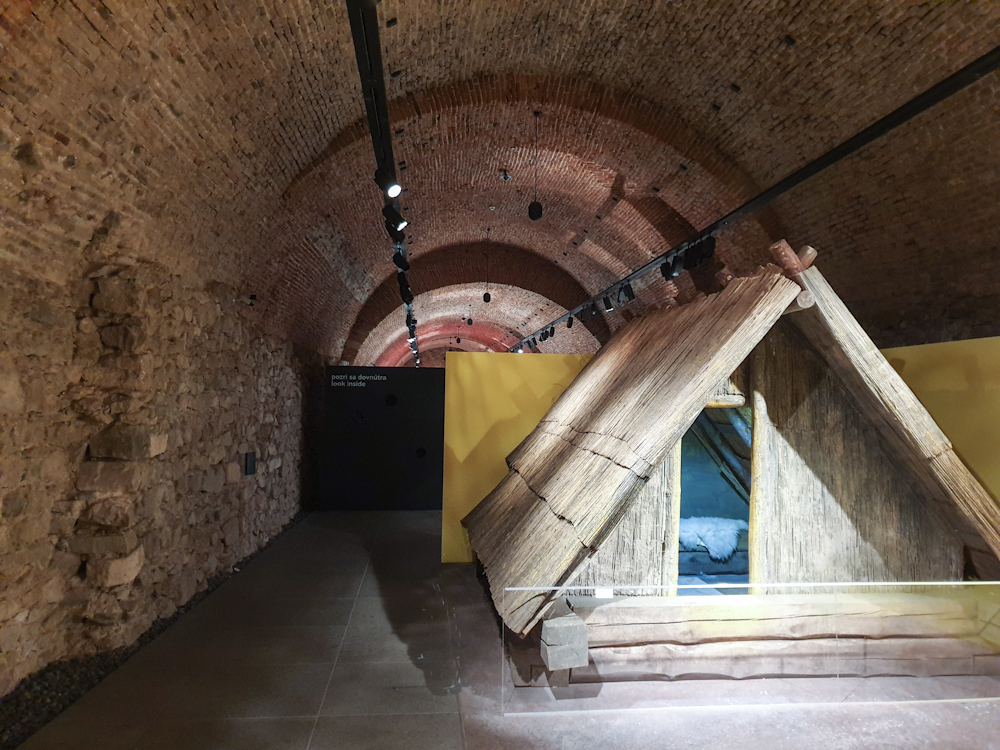
Kelta ház rekonstrukciója

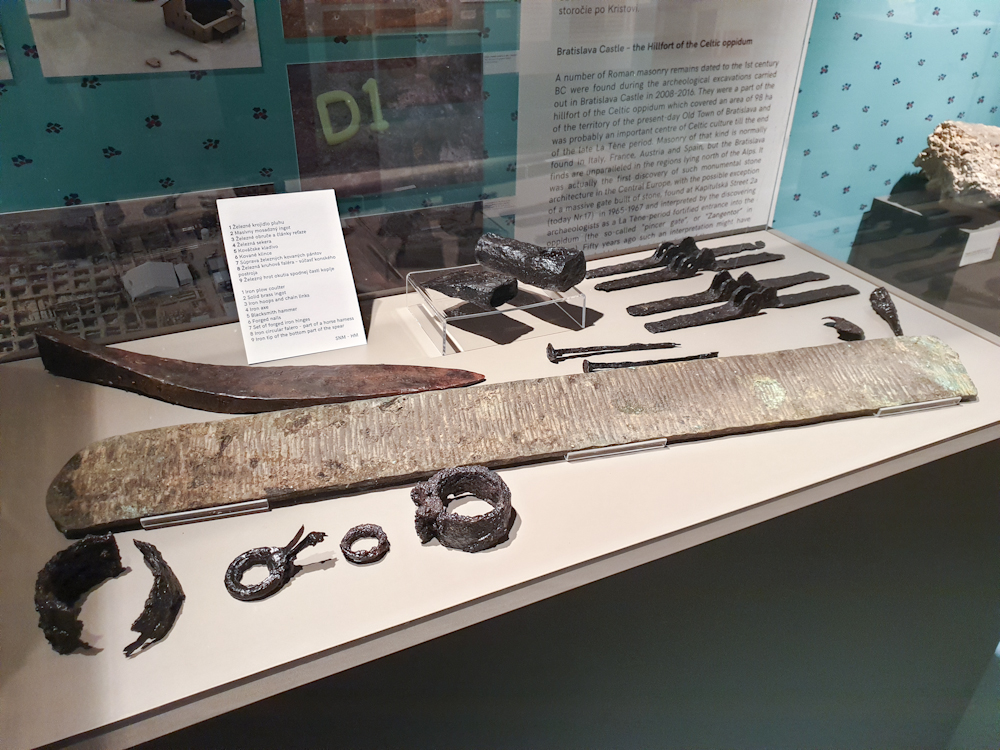
Vaseszközök

### A kelták letelepedése
Az első kelta telepesek nyugatról vándoroltak a mai Pozsony környékére i. e. 400 körül. Érkezésükről írásos források nem tanúskodnak, de régészeti leletek igen: temetkezések (Stomfa, Bucsány), települések (Pozsonyhidegkút, Nagyszombat) és hegyi erődítmények (Felsődiós) maradványai. A kelták fő hulláma az i. e. 4. század második felében érkezett a környező termékeny síkságra. A lakosság növekedése és a nyersanyag-szükségletek miatt lassan a hegyes északi területekre is kiterjedt a kelták befolyása. A mai Pozsony környékén viszonylag sűrű településhálózat alakult ki kézműiparral, még az oppidum létrejötte előtt.

### Életmód
A kelták étkezésének alapját a gabonafélék jelentették, de viszonylag sok húst is fogyasztottak, amint arról az állatcsont-leletek tanúskodnak. Étlapjukon a sertés- és a szarvasmarha- mellett birka-, kecske-, ló- és kutya-, valamint vadászatból származó vadhús is szerepelt. Emellett fogyasztották csigákat, halat, folyami kagylót is. Az amforaleletek tanúskodnak a borivásról, de ez csak az előkelők számára volt elérhető, a köznép házi erjesztésű sört fogyaszthatott.
10–16 m²-es alapterületű házaikat általában fél méterre a földbe süllyesztették, talaját ledöngölték, agyaggal elsimították. Számos kulcs fordult elő a leletek között, ami arra mutat, hogy zárható ládákat is használtak.

### Az oppidum
A mai Pozsony területén a kelta boiok az i. e. 2. század vége felé, a La Tène-kultúra idején hozták létre városias jellegű településüket, korabeli latin szóval az oppidumot. A pozsonyi vár helyén épült kelta erődítmény mellett a fallal körülvett mai óváros, valamint azon kívüli lakóterületek is a oppidumhoz tartoztak. Az egész terület 98 hektár lehetett, ebből 20 hektár tartozott a megerősített részhez.
A városban sok kézműves, különösen fazekas tevékenykedett. Vasat és más fémeket is feldolgoztak. A település szervesen bekapcsolódott a korabeli távolsági kereskedelembe, amiről számos itáliai, csehországi és baltikumi eredetű lelet is tanúskodik.
A 2008 és 2016 között végzett részletes régészeti feltárás kimutatta, hogy a gazdagok római stílusban épült, gyakran emeletes házakban laktak, amiket Itáliából érkezett mesterek emelhettek. Az oppidum erődítményein, kőfalain és kapuzatain is jól látható a római hatás, ami egyedülálló az Alpoktól északra.

### Pénzverés

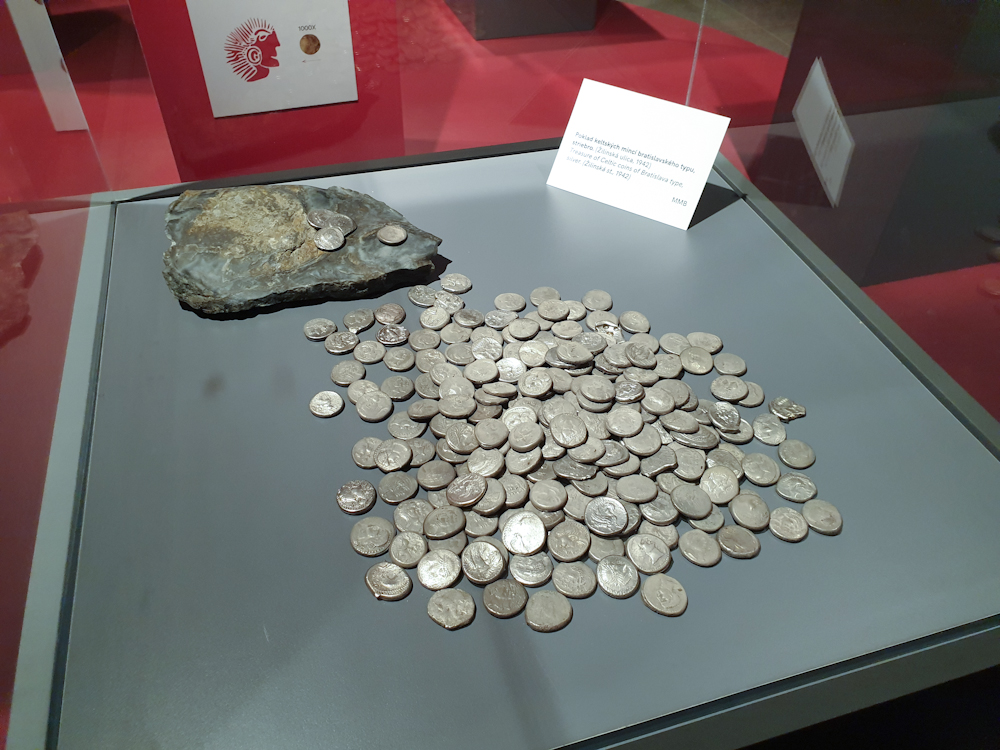
Kelta ezüstkincslelet

Az első kelta pénzeket a környéken még a pozsonyi oppidum létrejötte előtt, az i. e. 3. században verték. A valahol a környéken vert kis címletű ezüstérmék egyik oldalukon Apollo képmása szerepelt, a másikon a hárfát, Apollo egyik jelképét ábrázolták egy lovassal, vagy csak egy lóval. Később az oppidum jelentős pénzverési központ lett. Az i. e. 2. században sajátos, kissé domború, ezért a numizmatikában szívkagyló (cockleshell) alakúnak nevezett, 7 grammos aranyérméket gyártottak, amelyeket a Nap, a Hold és csillagok képei díszítettek. 
Mostanáig 15 különböző, minden bizonnyal helyben készült veretet különböztetnek meg a szakemberek. A legjellegzetesebb a BIATEC feliratú 6 grammos aranyérme és ennek váltópénzei.
Az oppidum főnökeit, csakúgy mint Galliában, a vének tanácsa választotta párban, egy éves időszakra, a római konzulokhoz hasonlóan. Egyikük, a vergobret volt az általános vezető,  másikuk, az arcantodan, a pénzverés felelőse. A vezetők nevei közül sok felbukkan a pénzérméken. A római köztársasági kor hatását mutató, jó minőségű, változatos rajzolatú, mitológiai utalásokat is tartalmazó érmék bepillantást engednek a kelta kultúrába is.

### A katasztrófa-horizont

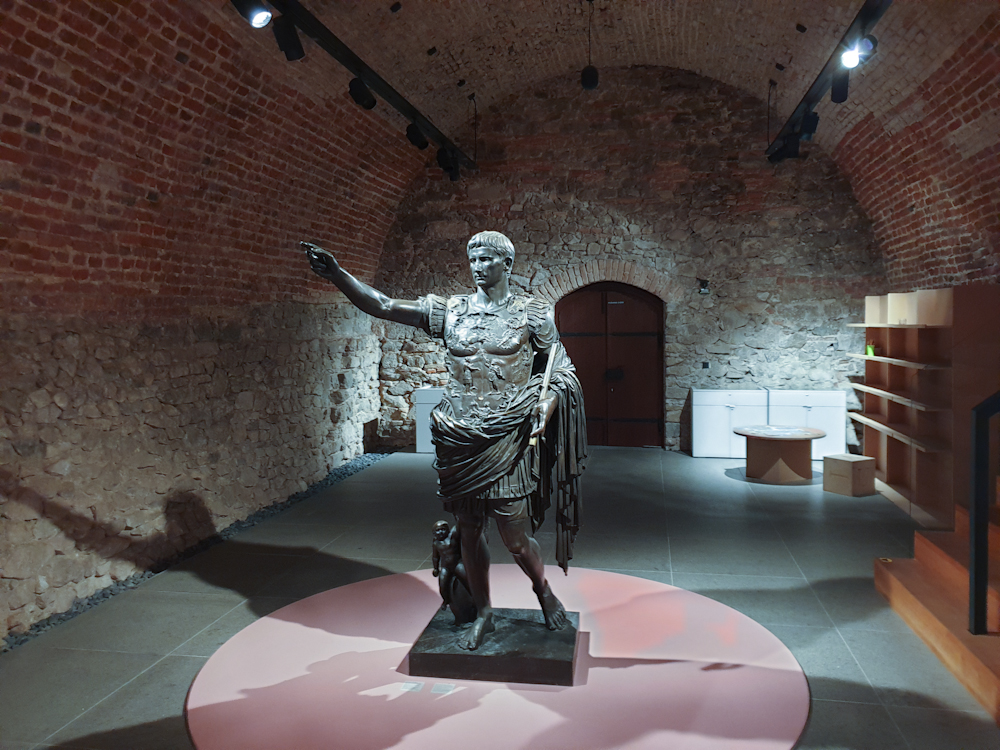
Augustus szobra a kiállítás zárásaként

Az oppidum virágzásának vesztes háború vethetett véget, mivel a régészek az egész területen megtalálták a rombolás rétegét az i. e. 1. század második feléből. Ebben számos temetetlen holttest és a pusztítás más nyomai figyelhetők meg. Embercsoportok, családok, nők és gyermekek holttesteit találták meg a korabeli felszínen, egykori házaik romjai alatt. Ez valószínűleg a dákoktól elszenvedett vereség nyoma lehet, de más történészek úgy vélik, hogy a konfliktus Augustus római császár uralmával állhatott összefüggésben. Ebből az időből származik több kisebb elásott kincslelet is, amelyekért gazdáik már nem tudtak visszatérni.

### A római kor
Augustus, az első római császár idején, i. sz. 6 körül fogadott fia, Tiberius vezetésével római légiók érkeztek a környékre. Tiberius a közeli Carnuntumban töltötte a telet.
Augustus híres Prima Porta-i szobrának 19. századi francia bronzmásolatát a kiállítás zárótermében helyezték el. 